# Martes zibellina averini
Martes zibellina averini es una subespecie de  mamíferos carnívoros  de la familia Mustelidae,  subfamilia Mustelinae.

## Distribución geográfica
Se encuentra en el Kazajistán y el macizo de Altái.